# Écluse d'Herminis
L'écluse d'Herminis est une écluse à chambre unique du canal du Midi. Construite vers 1674, elle se trouve à 98,5 km de Toulouse à 114 m d'altitude. Les écluses adjacentes sont l'écluse de la Douce à l'est et l'écluse de Lalande, à l'ouest.
Elle est située sur la commune de Carcassonne dans le département de l'Aude en région Occitanie.